# لیگ برتر فوتبال استونی ۲۰۰۴
لیگ برتر فوتبال استونی ۲۰۰۴ (انگلیسی: 2004 Meistriliiga) چهاردهمین فصل لیگ برتر فوتبال استونی است که با قهرمانی باشگاه فوتبال لوادیا تالین به پایان رسیده‌است.

## جدول لیگ
| رتبه | تیم                            | بازی | برد | مساوی | باخت | گل زده | گل خورده | گل تفاضل | امتیاز | صعود یا سقوط                                 |
| ---- | ------------------------------ | ---- | --- | ----- | ---- | ------ | -------- | -------- | ------ | -------------------------------------------- |
| ۱    | باشگاه فوتبال لوادیا تالین (C) | ۲۸   | ۲۱  | ۶     | ۱    | ۸۲     | ۱۴       | ۶۸+      | ۶۹     | صعود به مرحله اول انتخابی لیگ قهرمانان اروپا |
| ۲    | باشگاه فوتبال تی‌وی‌ام‌کی         | ۲۸   | ۱۹  | ۶     | ۳    | ۸۹     | ۲۹       | ۶۰+      | ۶۳     | صعود به مرحله انتخابی جام یوفا               |
| ۳    | باشگاه فوتبال فلورا تالین      | ۲۸   | ۱۸  | ۴     | ۶    | ۸۳     | ۲۵       | ۵۸+      | ۵۸     | صعود به مرحله انتخابی جام یوفا               |
| ۴    | باشگاه فوتبال ناروا ترانس      | ۲۸   | ۱۵  | ۲     | ۱۱   | ۴۳     | ۳۹       | ۴+       | ۴۷     | صعود به جام اینترتوتو ۲۰۰۵                   |
| ۵    | Merkuur                        | ۲۸   | ۱۰  | ۵     | ۱۳   | ۴۷     | ۵۸       | ۱۱−      | ۳۵     |                                              |
| ۶    | باشگاه فوتبال ویلیاندی تولویک  | ۲۸   | ۶   | ۷     | ۱۵   | ۳۰     | ۵۳       | ۲۳−      | ۲۵     |                                              |
| ۷    | Valga                          | ۲۸   | ۵   | ۲     | ۲۱   | ۳۰     | ۸۰       | ۵۰−      | ۱۷     |                                              |
| ۸    | Alutaguse Lootus (R)           | ۲۸   | ۱   | ۲     | ۲۵   | ۱۱     | ۱۱۷      | ۱۰۶−     | ۵      | پلی‌آف سقوط                                   |

## پلی‌آف سقوط
| Tallinna Dünamo | ۱ – ۲ | Alutaguse Lootus         |
| --------------- | ----- | ------------------------ |
| Butajev ۴۴'     |       | Popov ۳۰' · Ametov ۹۰+۳' |

| Alutaguse Lootus | ۰ – ۴ | Tallinna Dünamo                                          |
| ---------------- | ----- | -------------------------------------------------------- |
|                  |       | Tšernoussov ۸' · Krivošein ۳۲' · Butajev ۶۵' · Semko ۷۶' |

تالین دونامو با برتری ۵ بر دو در دو دیدار به لیگ برتر فوتبال استونی ۲۰۰۵ صعود کرد و آلوتاگوسه لوتوس به لیگ دسته اول فوتبال استونی سقوط کرد.